# Astragalus tumbatsica
Astragalus tumbatsica är en ärtväxtart som beskrevs av Cecil Victor Boley Marquand och Airy Shaw. Astragalus tumbatsica ingår i släktet vedlar, och familjen ärtväxter. Inga underarter finns listade i Catalogue of Life.